# Горска пищялка
Горската пищялка (Angelica sylvestris) е вид растение от семейство Сенникови (Apiaceae). Видът е незастрашен от изчезване. Включен е в списъка на лечебните растения съгласно Закона за лечебните растения.

## Разпространение
Разпространен е в Албания, Австрия, Белгия, България, Канада, Китай, Хърватска, Чехия, Дания, Естония, Фарьорските острови, Финландия, Франция, Джорджия, Германия, Гърция, Унгария, Исландия, Ирландия, Италия, Латвия, Ливан, Лихтенщайн, Lithuania, Люксембург, Малта, Молдова, Холандия, Норвегия, Полша, Португалия, Румъния, Русия Сърбия, Словакия, Словения, Испания, Швеция, Швейцария, Турция, Украйна и Великобритания.